# Carlos Adames
Carlos Adames est un boxeur dominicain né le 7 mai 1994 à Comendador.

## Carrière
Passé professionnel en 2015, il remporte le titre vacant de champion du monde des poids moyens WBC le 15 juin 2024 après sa victoire aux points contre Terrell Gausha. Adames conserve ce titre le 22 février 2025 en faisant match nul contre Hamzah Sheeraz.

## Référence
1. ↑  (en) Carlos Adames vs. Terrell Gausha (boxrec.com)